# Ahmet Doğan
Ahmet I. Doğan ist ein deutscher Verleger. Sein Ende der siebziger Jahre in Stuttgart gegründeter Ararat-Verlag gilt als erster Verlag, der sich „im Sinne einer binationalen Kulturvermittlung“ an eine Migrantengruppe richtend in der Bundesrepublik Deutschland etablieren konnte.
Als literarischer Übersetzer eines selbstverlegten Werkes aus dem Türkischen gelangte er 1979 auf die Auswahlliste zum Deutschen Jugendbuchpreis: Vasıf Öngörens Des Märchens Kern (1978) hatte er in eigener zweibändiger Übertragung veröffentlicht.
Neben seiner Verlagstätigkeit betrieb Doğan in den achtziger Jahren einen Buchladen in Berlin-Kreuzberg. Außerdem taucht er 1987 als Koordinator im Stab der Livaneli-Filmproduktion Eisenerde Kupferhimmel (1987) auf.
Doğan war eigentlich ein promovierter Architekt.

## Belege
1. ↑  http://opus.kobv.de/ubp/volltexte/2007/1295/pdf/kraft_magister.pdf

| Personendaten    | Personendaten      |
| ---------------- | ------------------ |
| NAME             | Doğan, Ahmet       |
| ALTERNATIVNAMEN  | Doğan, Ahmet I.    |
| KURZBESCHREIBUNG | deutscher Verleger |
| GEBURTSDATUM     | 20. Jahrhundert    |